# Methanosalsum zhilinae
Methanosalsum zhilinae (лат.) — вид архей из семейства Methanosarcinaceae, типовой для рода Methanosalsum.

## История изучения
Первоначально был известен как штамм WeN5T. Был найден в озере Bosa в Wadi el Natrun в Египте в 1988 году.
GC-состав составляет в ДНК 38 мол%. Анализ 16s рРНК показал, что этот штамм отличен от всех известных родов и требует выделения в отдельный род и вид.

## Условия обитания и метаболизм
Штамм неподвижный, алкалифильный, галофильный, метилотрофный метаноген. Катализирует диметилсульфид, способен расти на субстратах, содержащих метиловую группу (к примеру, метанол или триметиламин). Сульфид (21 ммоль) препятствует росту на триметиламиновом субстрате. Восприимчивость штамма к антибиотикам типична для архей.